# Éléonore de Bourbon-La Marche
Ne doit pas être confondu avec Éléonore de Bourbon-Ortiz ou Éléonore de Bourbon-Condé.
Éléonore de Bourbon, comtesse de La Marche dite Éléonore de Bourbon-La Marche, née à Burlada le 7 septembre 1407, morte après 1463, est comtesse de la Marche, de Castres et duchesse de Nemours, dont elle devient l'unique héritière en 1438.

## Biographie
Elle est fille de Jacques II de Bourbon, roi consort de Naples, comte de la Marche et de Castres, et de Béatrice de Navarre, fille du roi Charles III de Navarre.
Elle passe son enfance à la cour de son grand-père le roi Charles III. Entre 1413 et 1421 elle est seconde dans l'ordre de succession du royaume de Navarre.
Elle épouse par contrat passé à Castres le 27 juillet 1424, célébré en 1429, Bernard VIII d'Armagnac (1400-1456), comte de Pardiac, avec qui elle eut :
- Jacques (1437 - 1477), comte de Pardiac et de Castres et duc de Nemours,
- Jean (1439/mars 1440 - octobre 1493), évêque de Castres le 24 mars 1460, abbé d'Aurillac en 1464,
- Bonne (19 février 1434 - Lézignan 3 janvier 1458) Religieuse à Sainte Claire de Lézignan en 1454 (Bienheureuse),
- Catherine (1438 - Amiens 1503) Religieuse à Sainte Claire d'Amiens en 1453, abbesse en 1499[réf. nécessaire].

Elle aime les romans de chevalerie comme en témoignent ses armes (Bourbon-La Marche écartelé d'Armagnac) qui se trouvent sur un grand nombre des vignettes qui ornent une édition manuscrite grand in-folio avec 151 miniatures du Roman de Tristan qu'elle a fait réaliser pour son fils Jacques, par Michel Croson, prêtre de Crosans, qui l'a achevé le 8 octobre 1453, et qui se trouve dans le fonds ancien de la Bibliothèque du roi, ainsi que la mention: « Jacques duc de Nemours, comte de La Marche, de Pardiac, de Castres et de Beaufort, vicomte de Carlat, de Murat et de Saint-Florentin, seigneur de Leuse, de Condé, de Montagu et per de France. »